# بابی باکل
بابی باکل (انگلیسی: Bobby Buckle; ۱ ژانویهٔ ۱۸۶۹ – ۱ ژانویهٔ ۱۹۵۹) بازیکن فوتبال اهل بریتانیا بود.
از باشگاه‌هایی که در آن بازی کرده‌است می‌توان به باشگاه فوتبال تاتنهام هاتسپر اشاره کرد.